# Комоликов, Алексей Ильич
Алексей Ильич Комоликов (1924—1988) — советский передовик сельского хозяйства, бригадир колхоза «Власть труда» Кромского района Орловской области. Герой Социалистического Труда (1948).

## Биография
Родился 20 июля 1924 года в деревне Атяевка Орловского уезда Орловской губернии в крестьянской семье.
С 1941 года призван в ряды Рабоче-Крестьянской Красной армии и направлен в действующую армию на фронт; участник Великой Отечественной войны в составе бронетанковых войск. Воевал на 2-м Украинском фронте, в боях получил контузию. За участие в войне и проявленные при этом мужество и героизм был награждён орденами Отечественной войны 1-й и 2-й степеней и Красной Звезды, а также медалью «За отвагу».
С 1946 года после увольнения из рядов Советской армии начал работать руководителем полеводческой бригады в колхозе «Власть труда» Кромского района Орловской области. За бригадой А. И. Комоликова было закреплено около семнадцати гектаров пахотной земли для выращивания южной конопли, работать приходилось в тяжёлых послевоенных условиях практически вручную. В 1947 году бригада под его руководством на площади 7,8 гектара получила урожай стебля южной конопли — 66,55 центнера и семян — 9,2 центнера с гектара.
30 марта 1948 года Указом Президиума Верховного Совета СССР «за получение высоких урожаев ржи и южной конопли в 1947 году» Алексей Ильич Комоликов был удостоен звания Героя Социалистического Труда с вручением Ордена Ленина и золотой медали «Серп и Молот». Помимо А. И. Комоликова звания Герой Социалистического Труда были удостоены и двое подчинённых его бригады, звеньевые — Клавдия Королёва и Нина Макарова, а также председатель колхоза — Степан Иванович Мельников.
С 1960 года после окончания школы подготовки руководящих кадров А. И. Комоликов начал работать агрономом, позже был назначен старшим агрономом и начальником производственного участка колхоза «Власть труда» Кромского района Орловской области.
Скончался в 1988 году деревне Атяевка Орловской области.

## Награды
- Медаль «Серп и Молот» (30.03.1948);
- Орден Ленина (30.03.1948);
- Орден Отечественной войны 1-й и 2-й степени;
- Орден Красной Звезды;
- Медаль «За отвагу»;
- Медаль «За победу над Германией в Великой Отечественной войне 1941—1945 гг.».